# Leo Esaki
Leona Esaki, znan kot Leo Esaki [léo esáki] (japonsko 江崎 玲於奈 Esaki Reona), japonski fizik, *  12. marec 1925, Osaka, Japonska.
Esaki je leta 1973 prejel Nobelovo nagrado za fiziko »za eksperimentalna odkritja, povezana s tunelskim pojavom v polprevodnikih in superprevodnikih.« Leta 1974 so mu podelili nagrado bunkakunshō, najvišje priznanje za znanstvene in umetniške dosežke na Japonskem. Od leta 1992 do 1998 je bil dekan Univerze Cukuba.